# 2458 Veniakaverin
2458 Veniakaverin је астероид главног астероидног појаса. Приближан пречник астероида је 24,01 ,
а средња удаљеност астероида од Сунца износи 3,132 астрономских јединица (АЈ).
Инклинација (нагиб) орбите у односу на раван еклиптике је 2,084 степени, а орбитални период износи 2024,700 дана (5,543 година). Ексцентрицитет орбите астероида износи 0,137.
Апсолутна магнитуда астероида износи 11,80 а геометријски албедо 0,058.
Астероид је откривен 11. септембра 1977. године.